# New Gloucester (Maine)
New Gloucester es un pueblo ubicado en el condado de Cumberland en el estado estadounidense de Maine. En el Censo de 2010 tenía una población de 5.542 habitantes y una densidad poblacional de 44,76 personas por km².

## Geografía
New Gloucester se encuentra ubicado en las coordenadas 43°57′27″N 70°17′46″O / 43.95750, -70.29611. Según la Oficina del Censo de los Estados Unidos, New Gloucester tiene una superficie total de 123.81 km², de la cual 122.05 km² corresponden a tierra firme y (1.43%) 1.77 km² es agua.

## Demografía
Según el censo de 2010, había 5.542 personas residiendo en New Gloucester. La densidad de población era de 44,76 hab./km². De los 5.542 habitantes, New Gloucester estaba compuesto por el 97.55% blancos, el 0.34% eran afroamericanos, el 0.09% eran amerindios, el 0.36% eran asiáticos, el 0.02% eran isleños del Pacífico, el 0.05% eran de otras razas y el 1.59% pertenecían a dos o más razas. Del total de la población el 0.76% eran hispanos o latinos de cualquier raza.